# Iñaki Garmendia Larrea
Iñaki Garmendia Larrea, (Vitoria, Álava, País Vasco, España, 18 de agosto de 1981) es un futbolista español que se desempeña en la posición de lateral derecho cuyo equipo es la S.D. Amorebieta en la Segunda División B. Su hermano Ander ha jugado también en 2ªB.

## Trayectoria
Criado en la localidad de Ochandiano (Vizcaya), Gramendia fue formado en la cantera de la S.Cultural D.de Durango, en la temporada 2000-2001 llegó a la primera plantilla de 3ª División.
En verano de 2003 abandonó Tabira para firmar por el Deportivo Alavés "B" (2ªB) donde jugó durante dos temporadas. Tras una temporada (2005-2006) en las filas del C.F. Extremadura (2ªB), donde llegó junto a su compañero en el filial babazorro Santi Amaro; jugó dos temporadas en el Real Jaén C.F. (2ªB).
En verano de 2008 regresó a la 3ª División al fichar por el Amurrio Club, para en la temporada siguiente fichar por el recién ascendido a 2ªB C.D. Mirandés. En la temporada 2011/12 consiguió el ascenso a 2ª División, debutando en la categoría el 17 de agosto de 2012 en un encuentro celebrado en el Estadio Municipal de Anduva, correspondiente a la primera jornada de liga, que finalizó 0-1 a favor de la S. D. Huesca.
Tras cuatro temporadas en el conjunto jabato abandonó el club para fichar por la S.D. Amorebieta (2ªB), donde cumple su cuarta temporada sumando más de un centenar de partidos con la camiseta azul.

## Clubes
| Club                    | País   | Temporadas        |
| ----------------------- | ------ | ----------------- |
| S.Cultural D.de Durango | España | 2001/02 a 2002/03 |
| Deportivo Alavés B      | España | 2003/04 a 2004/05 |
| C.F. Extremadura        | España | 2005/06           |
| Real Jaén C.F.          | España | 2006/07 a 2007/08 |
| Amurrio Club            | España | 2008/09           |
| C.D. Mirandés           | España | 2009/10 a 2013/14 |
| S.D. Amorebieta         | España | 2013/15-          |

## Palmarés

### Copas regionales
| Título                  | Club           | País   | Año  |
| ----------------------- | -------------- | ------ | ---- |
| Copa de Castilla y León | C. D. Mirandés | España | 2011 |
| Copa de Castilla y León | C. D. Mirandés | España | 2012 |